# Światowe Dni Młodzieży 2023
38. Światowe Dni Młodzieży – spotkanie młodych katolików, które odbyło się od 1 sierpnia do 6 sierpnia 2023 w Lizbonie. Miejsce ogłosił papież Franciszek 27 stycznia 2019 podczas mszy kończącej ŚDM w Panamie.
22 listopada 2020 panamska młodzież przekazała Krzyż Światowych Dni Młodzieży i Ikonę Matki Bożej reprezentantom z Lizbony.
ŚDM 2023 było celem drugiej podróży apostolskiej papieża Franciszka do Portugalii, który oprócz udziału w głównych wydarzeniach odwiedził m.in. Sanktuarium Matki Bożej w Fatimie.

## Termin głównych uroczystości
Po ogłoszeniu decyzji przez papieża Franciszka odbyła się konferencja prasowa władz kościelnych Portugalii, podczas której patriarcha Manuel Clemente wstępnie podał, że ŚDM w Lizbonie odbędą się w czasie letnich wakacji 2022.
20 kwietnia 2020 Watykan poinformował o przesunięciu spotkania z młodymi na sierpień 2023 w związku pandemią COVID-19.
W październiku 2021 Komitet Organizacyjny ogłosił, że 38. Światowe Dni Młodzieży odbędą się 1–6 sierpnia 2023.

## Harmonogram głównych wydarzeń[9][10]

### 1 sierpnia – msza inaugurująca w parku Edwarda VII
- Pod przewodnictwem patriarchy Lizbony Manuel Clemente w parku Edwarda VII. Wzięło w niej udział 150 tys. wiernych z różnych krajów[11].

Podczas homilii do młodych, patriarcha Lizbony powiedział: 

Msza, którą celebrujemy, w nadziei na przybycie naszego ukochanego papieża Franciszka, jest nawiedzeniem Matki Bożej, zgodnie z ogólnym mottem dnia: Maryja powstała i bez zwłoki udała się na spotkanie z Elżbietą. Jest to ewangeliczny krok, który obejmuje także nas. – mówił do młodych przybyłych do Lizbony kard. Manuel Clemente.

W trakcie homilii patriarcha Lizbony odniósł się do tematu tegorocznego ŚDM: 

"Maryja wstała i poszła z pośpiechem". Jak mówił, Maryja wyruszyła w drogę, a była wówczas tak młoda jak uczestnicy ŚDM, którzy również wyruszyli w drogę - często trudną z powodu dystansu, przesiadek i kosztów.
- Tak właśnie możemy patrzeć na swoje życie - jak na drogę do przebycia, której kolejnym etapem jest każdy dzień - zaznaczył metropolita Lizbony.

### 3 sierpnia – spotkanie papieża z młodzieżą
Papież udał się do Parku Edwarda VII w Lizbonie, rozpoczynając swoją homilię, przywitał młodzież z całego świata: 

Cieszę się, że was widzę, a także słyszę waszą przyjazną wrzawę, i że chcecie, żeby mi się udzielała wasza radość! Dobrze być razem w Lizbonie.

Franciszek podczas homilii do młodych powiedział i apelował: 

Nikt z nas nie jest znajduje się tu przez przypadek. Wszyscy jesteśmy powołani przez Pana, wezwani, ponieważ jesteśmy miłowani.

W Kościele jest miejsce dla wszystkich. Pan nie wytyka palcem, ale wyciąga ręce. Jezus ukazuje nam to na krzyżu. „Nie lękajcie się! Miejcie odwagę! Idźcie naprzód, wiedząc, że Bóg nas kocha!”.

### 4 sierpnia – droga krzyżowa wParku Edwarda VII
W Parku Edwarda VII pod przewodnictwem papieża Franciszka i młodzieży z całego świata zostało odprawione nabożeństwo drogi krzyżowej. W swojej homilii papież powiedział:

Dzisiaj będziecie chodzić z Jezusem. Jezus jest Drogą i będziemy kroczyć z Nim, ponieważ On kroczył. Kiedy był pośród nas, Jezus chodził. Chodził uzdrawiając chorych, troszcząc się o ubogich, czyniąc sprawiedliwość; chodził głosząc i nauczając. Jezus szedł. Ale droga, która jest najbardziej wyryta w naszych sercach, to droga Kalwarii, droga Krzyża. I dzisiaj ty, my, ja także, z modlitwą odnowimy drogę Krzyża. I będziemy patrzeć, jak Jezus przechodzi i iść z Nim..

Jezus swoją czułością osusza nasze ukryte łzy. Jezus ma nadzieję wypełnić swoją bliskością naszą samotność. Jak smutne są chwile samotności! On tam jest, On chce wypełnić tę samotność. Jezus chce wypełnić nasz strach, twój strach, mój strach, te mroczne lęki, chce wypełnić je swoim pocieszeniem. I ma nadzieję, że popchnie nas do podjęcia ryzyka kochania. Ponieważ, wiesz to, wiesz to lepiej niż ja: kochanie jest ryzykowne. Trzeba podjąć ryzyko kochania. Jest to ryzyko, ale warto je podjąć, a On nam w tym towarzyszy. On zawsze nam towarzyszy. On zawsze idzie. Zawsze, przez całe życie, jest z nami.

### 5 sierpnia – wieczorne czuwanie modlitewne w parku Parque Tejo
W parku Parque Tejo w obecności półtora miliona osób pod przewodnictwem papieża odbyło się czuwanie. W swojej homilii do młodych papież powiedział: 

Jak dobrze was widzieć! Dziękuję za podróżowanie, za chodzenie, dziękuję, że tu jesteście! Myślę też, że Dziewica Maryja musiała podróżować, żeby zobaczyć Elżbietę: „Wstała i poszła z pośpiechem” (Łk 1, 39). Można się zastanawiać: dlaczego Maryja wstaje i idzie z pośpiechem do swojej kuzynki? Jasne, właśnie dowiedziała się, że kuzynka jest brzemienna, ale także i ona jest brzemienna: po co więc iść, skoro nikt tego od niej nie żądał? Maryja wypełnia czyn, którego nikt od niej nie żąda, który nie jest wymagany. Maryja idzie dlatego, że kocha, a „Kto kocha - fruwa, biegnie, cieszy się” (O Naśladowaniu Chrystusa, III, 5). To właśnie czyni z nami miłość. Radość Maryi jest podwójna: właśnie otrzymała zwiastowanie anioła, że przyjmie Zbawiciela, a także wiadomość, że jej kuzynka jest brzemienna.

na koniec papież zaapelował do młodych:

Zostawiam was z tymi myślami: pielgrzymować, a jeśli się upada, wstać; pielgrzymuj z celem; trenuj każdego dnia, aby żyć. W życiu nic nie jest za darmo, za wszystko trzeba zapłacić. Tylko jedna rzecz jest darmowa: miłość Jezusa. Tak więc, z tą „darmowością”, którą mamy (miłość Jezusa) i z wolą chodzenia, idźmy z nadzieją, patrzmy na nasze korzenie i idźmy naprzód, bez lęku. Nie lękajcie się. Dziękuję. Do widzenia!.

### 6 sierpnia – msza kończąca ŚDM w parku Parque Tejo
W parku Parque Tejoz udziałem 1,5 miliona wiernych, pod przewodnictwem papieża Franciszka została odprawiona eucharystia kończąca ŚDM w Lizbinie. W swojej homilii papież powiedział: 

„Panie, dobrze nam tu być!” (Mt 17, 4). Te słowa wypowiedziane przez apostoła Piotra do Jezusa na Górze Przemienienia, po tych intensywnych dniach chcemy uczynić własnymi. Piękne jest to, czego doświadczyliśmy z Jezusem, co przeżyliśmy razem i piękne jest to, jak się modliliśmy, z jakże wielką radością w sercach. Wtedy możemy zadać sobie pytanie: co zabieramy ze sobą, powracając w doliny codziennego życia?
Opierając się na usłyszanej Ewangelii chciałbym odpowiedzieć na to pytanie trzema czasownikami. Co zabieramy? Jaśnieć, słuchać, nie lękać się. Co zabieramy ze sobą? jaśnieć, słuchać, nie lękać się

Na koniec swojej homilii papież powiedział:

Drodzy młodzi, chciałbym spojrzeć w oczy każdego z was i powiedzieć: nie lękaj się! Ale powiem wam coś o wiele piękniejszego. To już nie ja, to patrzy teraz na was sam Jezus, patrzy na was Ten, który was zna, zna serce każdego z was, zna życie każdego z was, zna radości, zna smutki, sukcesy i porażki, zna wasze serce. I dziś do was mówi, tutaj w Lizbonie, podczas tych Światowych Dni Młodzieży: „Nie obawiajcie się, nie bójcie się, odwagi, nie lękajcie się!”.

Na koniec mszy wieńczącej spotkanie młodych, ogłoszono, że następne spotkanie młodych odbędzie się w 2027 roku w Seulu.

## Patroni
Patronami zostali:
- św. Jan Paweł II
- św. Jan Bosko
- św. Wincenty
- św. Antoni Padewski
- św. Bartłomiej od Męczenników
- św. Jan de Brito
- bł. Joanna Portugalska
- bł. Jan Fernandes
- bł. Maria Klara od Dzieciątka Jezus
- bł. Pier Giorgio Frassati
- bł. Marcel Callo
- bł. Chiara Badano
- bł. Carlo Acutis